# 先驱者2号
先驱者2号总体上与先驱者0号和1号很相近，摄像机被改进以得到更高的分辨率，电池也被改进以避免发生先驱者1号的故障。然而，由于火箭的第三极发动机点火失败，先驱者2号最终也没能完成任务，在非洲大陆上空燃烧。

## 资料来源
1. ↑  .   [2020-09-30]. （原始内容存档于2019-06-19）.